# Гнилка (река)
Гнилка — река в России, протекает по Демянскому району Новгородской области. Устье реки находится у села Лычково (Новгородская область) в 40,8 км по правому берегу реки Полометь. Длина реки составляет 11 км.

## Данные водного реестра
По данным государственного водного реестра России относится к Балтийскому бассейновому округу, водохозяйственный участок реки — Ловать и Пола, речной подбассейн реки — Волхов. Относится к речному бассейну реки Нева (включая бассейны рек Онежского и Ладожского озера).
Код объекта в государственном водном реестре — 01040200312102000022431.